# Aliaga (Nueva Écija)
Aliaga  (Bayan ng Aliaga)  es un municipio filipino de segunda categoría, situado en la parte central de la isla de Luzón. Forma parte del Primer Distrito Electoral de la provincia de Nueva Écija situada en la Región Administrativa de Luzón Central, también denominada Región III.

## Geografía

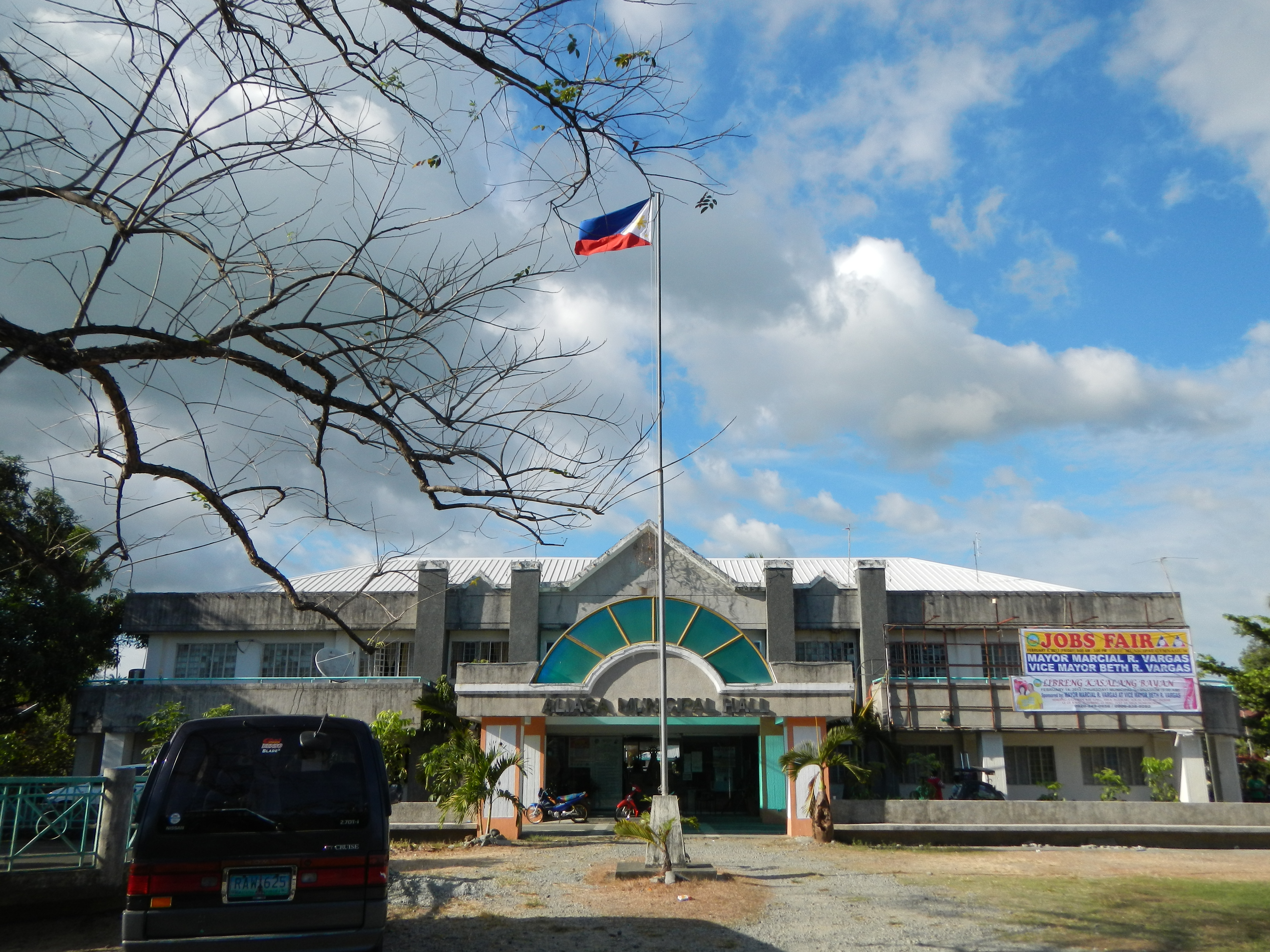
Casas Consistoriales.

Situada  en un gran y fértil valle entre los  ríos Río Grande de la Pampanga y  Río Chico de la Pampanga, goza de  un clima relativamente fresco y saludable. Produce  arroz,  tomate,  berenjena y calabaza.
El tagalo es el idioma local.

"...ALIAGA: SIT. en un pequeño valle, defendido del rigor de los monzones á que eslán sujetas estas islas; su CLIMA es fresco y saludable...."

"...En su TERM., que es bastante dilatado y montuoso, se crian hermosas maderas de construcción y ebanistería, como el bañaba, el molavin, el fuerte ébano, toda clase de junquillos, numerosas variedades de palmeras etc. También se hallan grandes canteras de yeso y piedra fina ; en los huecos de los troncos de los árboles y de las quebradas elaboran rica miel las abejas. Los bosques están poblados de caza mayor y menor, como búfalos , javalíes , venados , carneros, monos, innumerables clases de pájaros etc. ..."
Manuel Buzeta y Felipe Bravo 

### Barangays
El municipio  de Aliaga se divide, a los efectos administrativos, en 26 barangayes o barrios y 76 sitios, conforme a la siguiente relación:
| - Betes - Bibiclat - Bucot - La Purísima - Magsaysay - Macabucod - Pantoc | - Población, Centro - Población, Este I - Población, Este II - Población, Oeste III - Población, Oeste IV - San Carlos | - San Emiliano - San Eustacio - San Felipe de Bata - San Felipe de Matanda - San Juan - San Pablo de Bata | - San Pablo de Matanda - Santa Mónica - Santiago - Santo Rosario - Santo Tomás - Sunsón - Umangán | - Santor - Sinipit (Población) - Sisilang na Ligaya (Población) - Social (Población) - Tugatug - Tulay na Bato (Población) - Vega Grande |  |

## Historia
Antiguamente conocido como  Pulung Bibit y Maynilang Munti (Pequeña Manila).
A mediados del siglo XIX era un pueblo con cura y gobernadorcilio, en la provincia de Nueva-Ecija, diócesis del Arzobispado de Manila. Su población era de 2.612 almas.

"...Es pueblo de nueva creación y tiene como unas 437 casas, en general de sencilla construcción , distinguiéndose como de mejor fábrica, la casa parroquial y la llamada tribunal; hay escuela de primeras letras dotada de los fondos de comunidad, á la que asisten varios alumnos, é igl. parr. servida por un clérigo secular...."
Manuel Buzeta y Felipe Bravo .

## Patrimonio

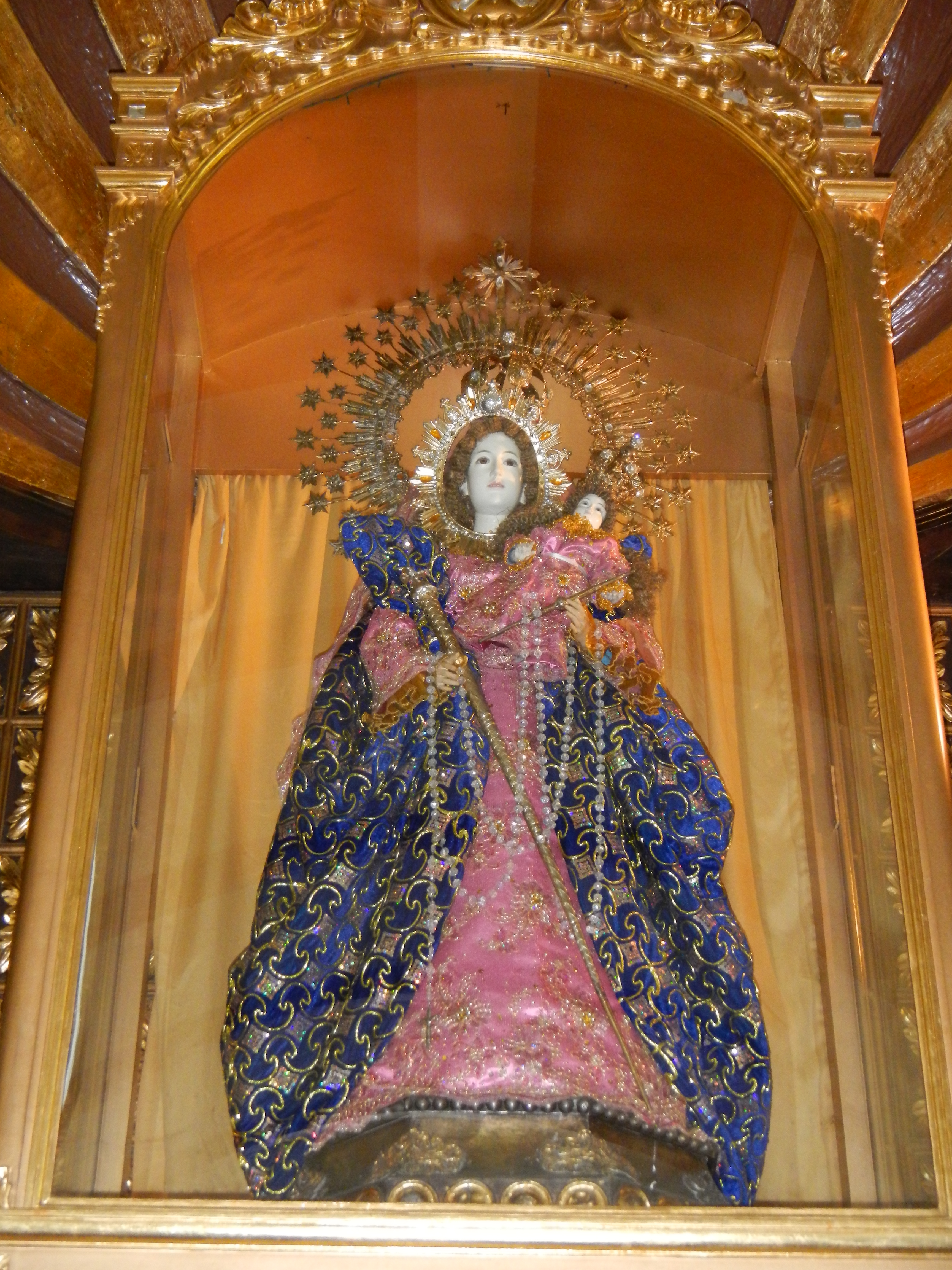
Imagen de Nuestra Señora de las Saleras, patrona local.

- Iglesia parroquial católica bajo la advocación de Nuestra Señora de las Saleras, la parroquia data del año 1849.
- En el barrio de Bibiclat se encuentra la iglesia de San Juan Bautista que data del año 1978

Forma parte de la Vicaría de Santa Rosa de Lima , perteneciente a la Diócesis de Cabanatúan en la provincia Eclesiástica de Lingayén-Dagupán.